# Хајд ваза
Хајд ваза је откривена током ископавања 1930. године, на локалитету Винча - Бело брдона дубини од 7.05 m. 
Ова изузетна зооморфна посуда висока је 20, 8 cm, а дугачка 36 cm и припада винчанској култури.
Ово је посуда у облику птице, склопљених крила, са људском главом, петоугаоним лицем, на коме су велике очи и моделован нос. На глави се налазе две лоптасте избочине. Ваза је глачана и украшена канелурама.
Хајд ваза је добила назив по Чарлсу Хајду, чије су донације омогућиле ископавања у Винчи, у којој је он боравио само током јула 1930. када је Милоје Васић и открио ову чувену вазу. 
Ваза се налази у Археолошкој збирци Филозофског факултета у Београду.